# Finançament climàtic
El finançament del clima és un "finançament destinat a reduir les emissions, en concret, de gasos d'efecte d'hivernacle i té per objecte reduir la vulnerabilitat i mantenir i augmentar la resistència dels sistemes humans i ecològics als impactes negatius del canvi climàtic", tal com es defineix en el Comitè Permanent de Finances de la Convenció Marco de les Nacions Unides sobre el Canvi Climàtic (UNFCCC). El terme s'ha utilitzat en un sentit estret per referir a les transferències de recursos públics dels països desenvolupats als països en desenvolupament, a la llum de les obligacions de la Convenció sobre el Clima de les Nacions Unides de proporcionar "recursos financers nous i addicionals", i en un sentit més ampli per referir a tots els fluxos financers relacionats amb la mitigació del canvi climàtic i l'adaptació a aquest.
La 21a sessió de la Conferència de les Parts (COP) a la UNFCCC a París de 2015 va introduir una nova era pel finançament del clima, les polítiques i els mercats. En l'Acord de París adoptat es va definir un pla d'acció mundial evitar el canvi climàtic, limitant l'escalfament global a per sota dels 2 °C dels nivells preindustrials. Tanmateix, inclou el finançament del clima d'entitats nacionals, regionals i internacionals per projectes i programes de mitigació i adaptació al canvi climàtic; mecanismes de suport específics i ajuda financera per les activitats de mitigació i adaptació a fi d'estimular i permetre la transició cap a un creixement i desenvolupament de baixes emissions; la R+D i el desenvolupament econòmic.
Al novembre de 2020, els bancs de desenvolupament i les finances privades no havien aconseguit els 100.000 milions de dòlars anuals d'inversió estipulats en les negociacions sobre el clima de les Nacions Unides per 2020. Tanmateix, davant la recessió econòmica de la pandèmia de la COVID19, 450 bancs de desenvolupament es van comprometre a finançar una "recuperació verda" en els països en desenvolupament.

## Fluxos de finançament del clima
S'estan duent a terme diverses iniciatives per vigilar i seguir els corrents de finançament internacional del clima. La Iniciativa de Política Climàtica ha rastrejat anualment els fluxos de finançament del clima del sector públic i privat procedents de diverses fonts des de 2011. L'any 2019, van estimar que el finançament anual pel clima va aconseguir més de 600.000 milions de dòlars. Aquesta labor s'ha incorporat a la Convenció Marco de les Nacions Unides sobre el Canvi Climàtic, l'avaluació biennal i el panorama general dels corrents de finançament del clima i el capítol del cinquè informe d'avaluació de l'IPCC sobre el finançament del clima. Aquesta i altres recerques suggereixen la necessitat d'un seguiment més eficient dels fluxos de finançament del clima. En particular, suggereixen que els fons poden fer millor per sincronitzar la seva presentació de dades, sent coherents en la forma en què informen les seves xifres i proporcionant informació detallada sobre l'execució de projectes i programes al llarg del temps.
Les estimacions de la bretxa de finançament climàtic -és a dir, el dèficit d'inversió- varien segons les geografies, els sectors i les activitats. Per exemple, l'any 2010 les estimacions preliminars de l'Informe sobre el Desenvolupament Mundial sobre les necessitats de finançament de les activitats de mitigació i adaptació en els països en desenvolupament oscil·len entre 140.000 i 175.000 milions de dòlars anuals per la mitigació en els pròxims 20 anys, amb necessitats de finançament connexes de 265 a 565.000 milions de dòlars i de 30 a 100.000 milions de dòlars anuals durant el període 2010–2050 per l'adaptació.
El World Energy Outlook (WEO, per les seves sigles en anglès) de 2011 de l'Agència Internacional de l'Energia estima que per satisfer la creixent demanda d'energia fins 2035, es projecten 16.9 bilions de dòlars en noves inversions per la nova generació d'energia, amb energia renovable (RE) que comprèn el 60% del total. El capital necessari per satisfer la demanda d'energia prevista fins 2030 ascendeix a 1,1 bilions de dòlars per any de mitjana, distribuïts (gairebé uniformement) entre les grans economies emergents (Xina, Índia i Brasil) i d'altres països en desenvolupament. Es creu que en els pròxims 15 anys, el món necessitarà al voltant de 90 bilions de dòlars en noves infraestructures, la majoria en països en desenvolupament i d'ingressos mitjans. L'AIE estima que limitar l'augment de la temperatura mundial a menys de 2º per finals de segle requerirà una mitjana de 3,5 bilions de dòlars a l'any en inversions en el sector energètic fins 2050.

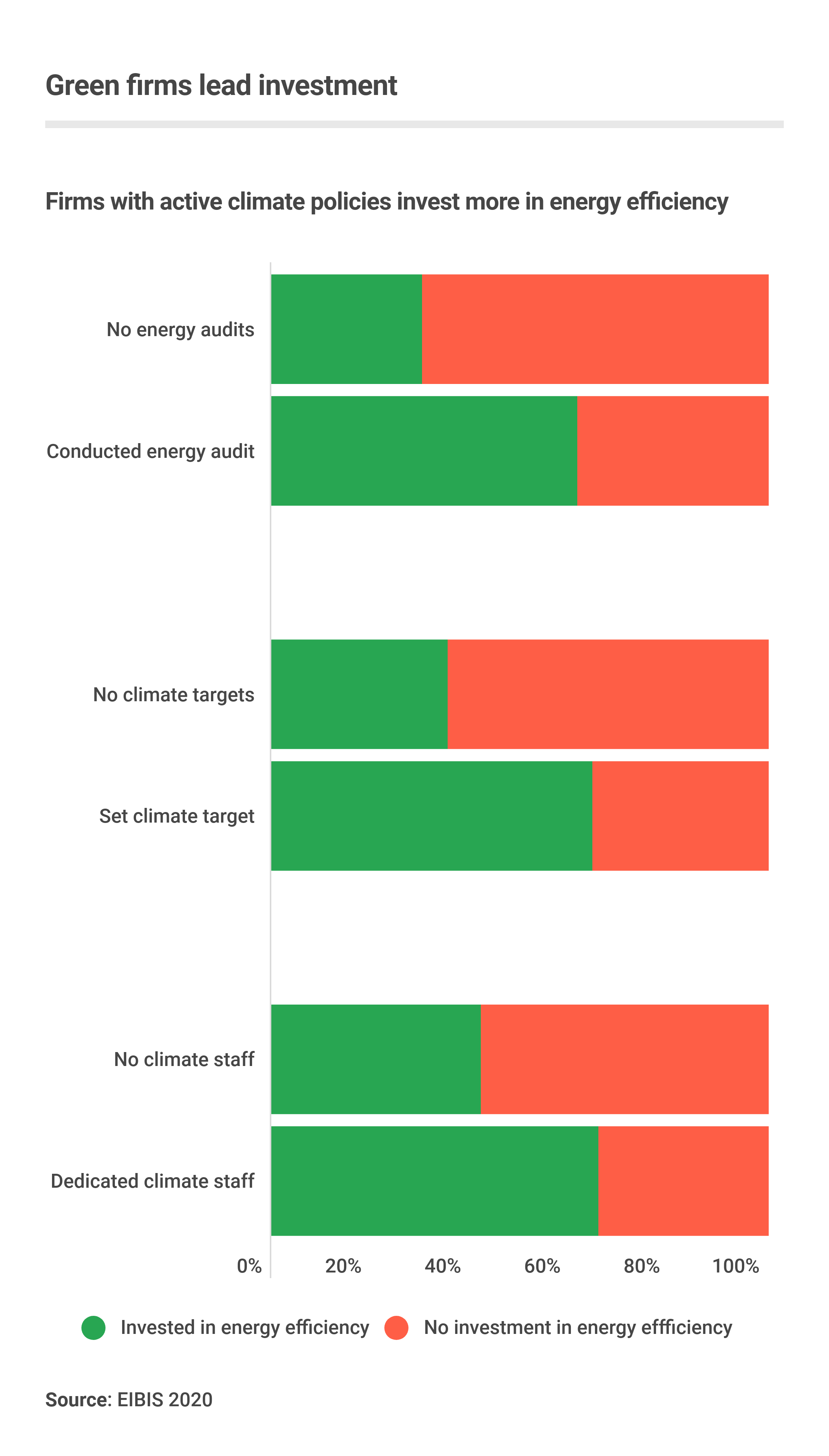
Enquesta d'inversió del Banc Europeu d'Inversions 2020 sobre empreses verdes que inverteixen en el clima

S'ha estimat que només el 0,12% de tot el finançament de la recerca relacionada amb el clima es destina a la ciència social de la mitigació del canvi climàtic. Es gasten molt més fons en estudis de ciències naturals sobre el canvi climàtic i es gasten sumes considerables en estudis sobre l'impacte i l'adaptació al canvi climàtic. S'ha argumentat que es tracta d'una deslocalització de recursos, ja que el trencaclosques més urgent en la conjuntura actual és esbrinar com canviar el comportament humà per mitigar el canvi climàtic, mentre que la ciència natural del canvi climàtic ja està ben establerta i hi haurà temps suficient per adaptar-se.

## Finançament multilateral del clima
Els fons multilaterals pel clima són importants per poder moure capitals pel finançament del clima. Els majors fons multilaterals pel clima són els Fons d'Inversió Climàtica (CIF), el Fons pel Clima Verd (GCF), el Fons d'Adaptació (AF) i el Fons pel Medi Ambient Mundial (FMAM). L'any 2016, aquests quatre fons van aprovar 2.780 milions de dòlars de suport al projecte. L'Índia va rebre el major suport, seguida d'Ucraïna i Xile. Tuvalu va rebre el major finançament per persona, seguida de Samoa i Dominica. Estats Units és el major donant dels quatre fons, mentre que Noruega fa la major contribució en relació amb la grandària de la població. La majoria dels fons multilaterals pel clima utilitzen una àmplia gamma d'instruments de finançament, incloses subvencions, deute, actius i opcions de mitigació de riscos. Aquests fons estan destinats a atreure a altres fonts de finançament, ja siguin de governs nacionals, altres donants o del sector privat. El programa d'urbanització "Clima intel·ligent" és una iniciativa dels Fons d'Inversió en Clima (CIF) destinada a fer les ciutats més sostenibles mitjançant la tecnologia. Els Fons d'Inversió Climàtica han estat importants en el finançament del clima des de 2008.
El Fons Verd pel Clima és actualment el major fons multilateral pel clima, i els professionals del canvi climàtic i el desenvolupament se centren en veure com flueixen aquests recursos.
El finançament del clima per part dels sis majors bancs multilaterals de desenvolupament (MDBs) del món va augmentar a fins 35.200 milions l'any 2017. Segons IRENA, la transició energètica mundial podria aportar 19.000 milions de dòlars en guanys econòmics per 2050.
Des de 2012, el Banc Europeu d'Inversions ha proporcionat 170.000 milions d'euros en finançament del clima, per finançar programes per mitigar les emissions i ajudar a les persones a respondre al canvi climàtic i a l'esgotament de la biodiversitat en tot Europa i el món.

## Finançament climàtic privat
Les finances públiques han estat tradicionalment una font important d'inversió en infraestructures. Tanmateix, els pressupostos públics són sovint insuficients per projectes d'infraestructura més grans i complexos, especialment en els països amb ingressos baixos. Les inversions compatibles amb el clima solen tenir majors necessitats d'inversió que les mesures convencionals (combustibles fòssils), i també poden implicar majors riscos financers perquè les tecnologies no estan provades o els projectes tenen alts costos inicials. És fonamental tenir en compte tot l'espectre de fonts de finançament i les seves necessitats, així com els diferents mecanismes disponibles, i com poden combinar. Per tant, es reconeix cada vegada més que es necessitarà finançament privat per cobrir el dèficit de finançament.
Els inversors privats podrien recórrer a projectes d'infraestructura urbana sostenible en els que es prevegi un rendiment suficient de la inversió sobre la base dels fluxos d'ingressos del projecte o dels reemborsaments de deute públic de baix risc. Per tant, la solvència és requisits previ indispensable per atreure finançament privat. Les possibles fonts de finançament del clima inclouen bancs comercials, empreses d'inversió, fons de pensions, companyies d'assegurances, fons sobirans i particulars. Aquestes diferents tipologies d'inversors tindran diferents expectatives de rendibilitat i horitzons d'inversió, i els projectes deuran estructurar adequadament.
Tanmateix, no és estrany veure com els governs disposen d'una sèrie de mecanismes per garantir el finançament dels inversors privats, com per exemple els avals públics, però també el capital, el deute, les subvencions o els instruments de reducció del risc. Alguns d'aquests instruments s'utilitzen rutinàriament com part de la base de finançament d'un govern; altres poden ser desplegats per mobilitzar la inversió per un projecte climàtic específic.

## Mètodes i mitjans

### Swaps de canvi climàtic
Els swaps de divises per clima es produeixen quan el deute acumulat per un país es reemborsa amb nous descomptes acordats entre el deutor i el creditor, on els fons de reemborsament en moneda local es redirigeixen a projectes nacionals que impulsen les activitats de mitigació del clima i adaptació. Les activitats de mitigació del clima inclouen projectes que milloren el captura de carboni, les energies renovables i la conservació de la biodiversitat.
Per exemple, Argentina va aconseguir un Swap que va ser implementat pel Ministre de Medi Ambient en aqueell moment, Romina Picolotti. El valor del deute va ser de 38.100.000 dòlars i l'intercanvi ambiental va ser de 3.100.000 dòlars, que es va reorientar a la conservació de la biodiversitat, els boscos i altres activitats de mitigació del clima. Seychelles, en col·laboració amb Nature Conservancy, també va realitzar un Swap de deute per naturalesa, on es van reorientar 27 milions de dòlars de deute per establir parcs marins, activitats de conservació dels oceans i ecoturisme.

## Objectius del finançament climàtic
Les finances climàtiques treballen per proporcionar el suport monetari necessari per lluitar contra els efectes adversos del canvi climàtic. Connecta la intervenció governamental amb el sector privat per desenvolupar solucions innovadores pel canvi climàtic. Alguns d'ells inclouen purificació de contaminants, eficiència energètica i el desenvolupament de nova infraestructura.

## Costos econòmics del canvi climàtic
Augment de la temperatura:

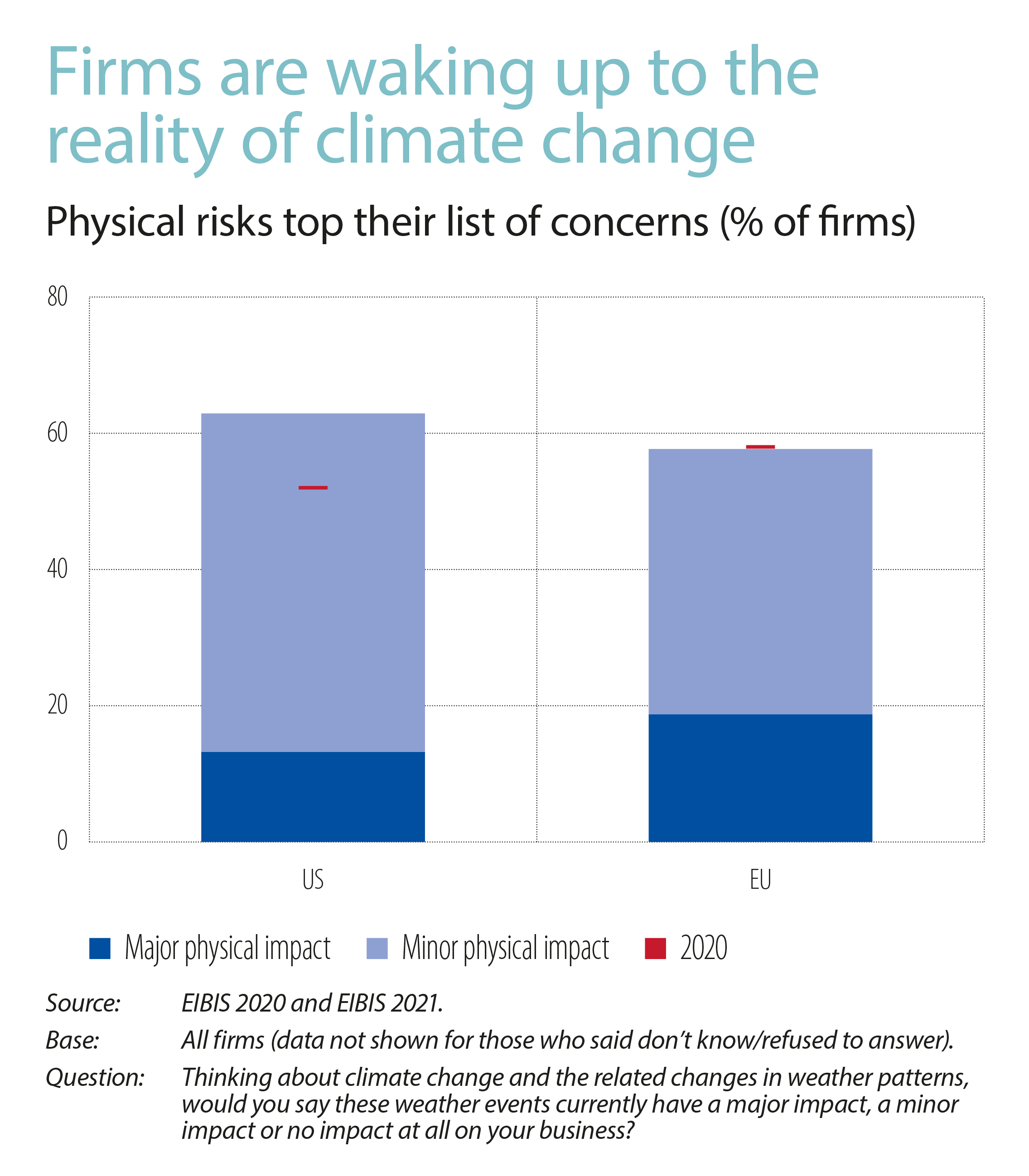
Els riscos físics del canvi climàtic encapçalen la llista de preocupacions de les empreses estatunidenques i de la UE en matèria d'inversió.

Els experts especulen que si les temperatures globals augmenten en 3.2 °C, això podria disminuir el PIB mundial en fins un 18%. Aquesta disminució podria limitar-se al 4% si s'aconsegueixen els objectius establerts en els Acords de París .
Pujada del nivell de la mar:
Això comportaria inundacions més freqüents i greus en les regions costaneres i té el potencial de causar danys en bilions de dòlars, així com amenaça incomptables vides dels qui viuen en les regions costaneres.
Desastres naturals:
Aquests inclouen terratrèmols, incendis forestals, lliscaments de terra, sequeres i altres fenòmens naturals. Aquests han costat al món 640.3 bilions de dòlars en els últims 5 anys.

## Finançament actual de les energies renovables i alternatives verdes
Algunes estimacions diuen que es necessiten 100.000 milions de dòlars cada any per finançar les inversions climàtiques necessàries. Tanmateix, com que la majoria dels països no tenen els recursos és necessari que les nacions desenvolupades més riques contribueixin més. A més, és important assenyalar que la quantitat de diners que podria perdre degut als esdeveniments del canvi climàtic probablement supera la quantitat necessària per implementar iniciatives sostenibles.

## Incentius financers
Un impost sobre el carboni és un preu fixat pel govern que les empreses i els consumidors han de pagar per cada tona de gas d'efecte d'hivernacle emès. Hi ha dues menes d'impostos sobre el carboni que inclouen un impost sobre les emissions i un impost sobre les mercaderies. Un altre concepte és el Sistema de Comerç de Drets d'Emissió (RCDE), que estableix un preu de mercat per les emissions i crea un límit per les emissions totals, al mateix temps que permet a les empreses comprar o vendre aquests drets d'emissió. Reduir les subvencions a les companyies petrolieres també és una forma important de mitigar els efectes del canvi climàtic. Les subvencions redueixen el preu dels combustibles fòssils, que afavoreix el consum d'aquests combustibles i, al seu torn, augmenta les emissions. 53 països van reformar recentment les subvencions als combustibles fòssils, tanmateix les subvencions anuals encara ascendeixen a gairebé mig bilió de dòlars.